# 大神良臣
大神 良臣（おおみわ の よしおみ）は、平安時代前期の貴族。姓は真神田朝臣のち大神朝臣。贈内小紫・三輪子首の玄孫とし、左少史・真神田吉成の子とする系図がある。官位は従五位下・豊後介。

## 経歴
貞観4年（862年）兄・全雄と共に真神田朝臣から大神朝臣に改姓する。その後左大史を経て、仁和2年（886年）外従五位下・肥後介次いで豊後介に叙任される。
翌仁和3年（887年）には、かつて壬申の乱の功臣であった高祖父・三輪子首が内小紫の冠位を贈位されており、これは従三位に準じるものであることから、その子孫である良臣が外位に叙せられているのは不当であると訴え出た。この訴えについて、外記は以下の通り外位の叙位が正当であることを述べるが、良臣は特別に内位の叙位が認められて従五位下に叙せられた。
- 三輪氏の嫡流（大神朝臣）である高市麻呂・安麻呂・狛麻呂兄弟の子孫は内位に叙する一方で、庶流の大神引田朝臣・大神楉田朝臣・大神掃石朝臣・大神真神田朝臣は遠祖が同じでも系統が異なり、元は大神真神田朝臣であった良臣を、内位に叙する理由はない。
- 神亀5年（728年）以降の格では[2]、諸氏はまず外位に叙することとしている。大神真神田朝臣は子首よりのち全雄（良臣の兄）まで五位に叙せられた者がいないことから[3]、請願を受けて内位に叙することは格の趣旨にそぐわない。

寛平4年（892年）豊後介の任期を終えて帰京する際、百姓が惜しみ慕って良臣の子・庶幾を同国に留めるように請願した。そのため、庶幾は外従六位下・大野郡擬大領に叙任され、子孫は代々郡司を務めたという。庶幾の玄孫に大神惟基をあてる系図がある。

## 官歴
『日本三代実録』による。
- 貞観4年（862年） 3月1日：真神田朝臣から大神朝臣に改姓
- 時期不詳：正六位上。左大史
- 仁和2年（886年） 正月7日：外従五位下。正月16日：肥後介。2月21日：豊後介
- 仁和3年（887年） 3月1日：従五位下（内位）

## 系譜
- 父：真神田吉成[5]
- 母：不詳
- 妻：生母不詳の子女
  - 男子：大神庶幾[5]

子孫に大神惟基を始めとする豊後大神氏がいる。